# J. Hart Brewer

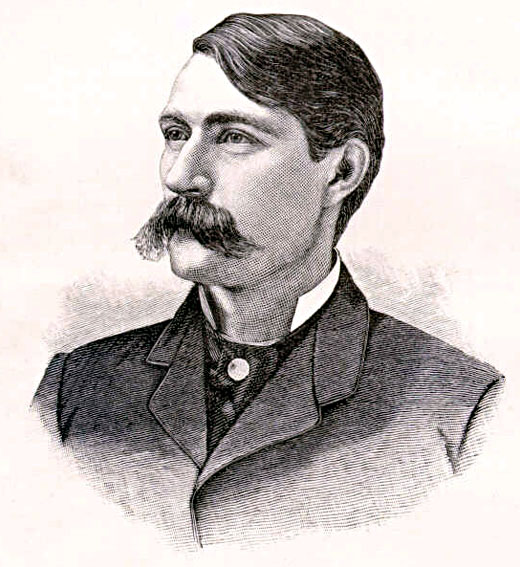
J. Hart Brewer

John Hart Brewer (* 29. März 1844 im Hunterdon County, New Jersey; † 21. Dezember 1900 in Trenton, New Jersey) war ein US-amerikanischer Politiker. Zwischen 1881 und 1885 vertrat er den Bundesstaat New Jersey im US-Repräsentantenhaus.

## Werdegang
J. Hart Brewer war ein Nachfahre von John Hart, der Delegierter im Kontinentalkongress und Unterzeichner der Unabhängigkeitserklärung der Vereinigten Staaten war. Er besuchte die öffentlichen Schulen in Lawrenceville und die Trenton Academy. Danach studierte er bis 1862 an der Delaware Literary Institution in Franklin (New York). Im Jahr 1865 zog Brewer nach Trenton, wo er Keramikwaren herstellte. Gleichzeitig begann er als Mitglied der Republikanischen Partei eine politische Laufbahn. Im Jahr 1876 wurde er Abgeordneter in der New Jersey General Assembly; ab 1879 fungierte er als Vorsitzender der nationalen Vereinigung der Keramikhersteller.
Bei den Kongresswahlen des Jahres 1880 wurde Brewer im zweiten Wahlbezirk von New Jersey in das US-Repräsentantenhaus in Washington, D.C. gewählt, wo er am 4. März 1881 die Nachfolge von Hezekiah Bradley Smith antrat. Nach einer Wiederwahl konnte er bis zum 3. März 1885 zwei Legislaturperioden im Kongress absolvieren. Nach dem Ende seiner Zeit im US-Repräsentantenhaus arbeitete Brewer bis 1895 wieder in der Keramikbranche. Danach stieg er in das Versicherungsgewerbe ein. Außerdem wurde er amtlicher Warenbegutachter (Appraiser of Merchandise) im New Yorker Hafen. Er starb am 21. Dezember 1900 in Trenton, wo er auch beigesetzt wurde.